# Cratere Ndu
Ndu è un cratere sulla superficie di Rea.